# Реймънд Спрюънс
Реймънд Еймс Спрюънс (на английски: Raymond Ames Spruance) е американски адмирал, който командва военноморските сили по време на две от най-важните битки в Тихоокеанския театър на военните действия през Втората световна война – битката при Мидуей и битката за Филипинско море. След войната служи като американски посланик във Филипините.

## Биография
Спрюънс е роден на 3 юли 1886 г. в Балтимор, Мериленд, но израства в Индианаполис, Индиана, където и завършва средното си образование. Завършва Военноморската академия на САЩ през 1906 г. и получава допълнително образование като електроинженер няколко години по-късно. Моряшката му кариера започва с командването на разрушителя „Бейнбридж“ в периода от март 1913 г. до май 1914 г. През последните месеци от Първата световна война е назначен за помощник-инженер в Нюйоркската военноморска корабостроителница и изпълнява временни длъжности в Лондон и Единбург.
През 1926 г. се записва във Военноморския военен колеж, завършвайки на следващата година. В периода 1935 – 1938 г. преподава там. От април 1938 г. до декември 1939 г. е командир на линейния кораб „Мисисипи“, когато е повишен на контраадмирал. На 26 февруари 1940 г. е назначен за командир на 10-и военноморски район в Пуерто Рико.
През първите месеци от Втората световна война в Тихия океан Спрюънс командва дивизия от крайцери. Той ръководи оперативно съединение 16, включващо два самолетоносача, по време на битката при Мидуей през юни 1942 г. Решенията му по това време са изключително важни за изхода от битката, за която се счита, че променя хода на войната срещу Япония. След битката е повишен на началник-щаб, отговарящ пред главнокомандващия Тихоокеанския флот. През 1943 г. му е поверено командването на Централната тихоокеанска сила, която е превърната в 5-и флот през април 1944 г. Командвайки от флагманския си кораб „Индианаполис“, Спръюнс ръководи кампаниите, които завземат Гилбъртовите, Маршаловите и Марианските острови, а по-късно и Сайпан, Иво Джима и Окинава. През юни 1944 г. участва в решителното унищожаване на японския флот в битката за Филипинско море.
Адмирал Спръюнс поема командването на Тихоокеанския флот в края на 1945 г. до началото на 1946 г. След това служи като президент на Военноморския военен колеж до юли 1948 г., когато се пенсионира от военноморските сили. В периода 1952 – 1955 г. служи като посланик на САЩ във Филипините.
Спръюнс умира на 13 декември 1969 г. в Пебъл Бийч, Калифорния.